# Karlo Kuret
Karlo Kuret (Split, Yugoslavia, 28 de febrero de 1970) es un deportista croata que compitió en vela en la clase Finn.
Ganó dos medallas en el Campeonato Europeo de Finn, plata en 2000 y bronce en 2002. Participó en cuatro Juegos Olímpicos de Verano, entre los años 1992 y 2004, ocupando el cuarto lugar en Atenas 2004.

## Palmarés internacional
| \| Campeonato Europeo \| Campeonato Europeo \| Campeonato Europeo \| Campeonato Europeo \| \| Año \| Lugar \| Medalla \| Clase \| \| ------------------ \| -------------------------- \| ------------------ \| ------------------ \| \| 2000 \| Palma de Mallorca (España) \| Medalla de plata \| Finn \| \| 2002 \| Çeşme (Turquía) \| Medalla de bronce \| Finn \| |                            |                   |       |
| Campeonato Europeo |                            |                   |       |
| Año | Lugar                      | Medalla           | Clase |
| 2000 | Palma de Mallorca (España) | Medalla de plata  | Finn  |
| 2002 | Çeşme (Turquía)            | Medalla de bronce | Finn  |